# الکس دویل (بازیکن فوتبال، زاده ۲۰۰۱)
الکس دویل (انگلیسی: Alex Doyle؛ زادهٔ ۱۷ فوریهٔ ۲۰۰۱) بازیکن فوتبال اهل بریتانیا است.
از باشگاه‌هایی که در آن بازی کرده‌است می‌توان به باشگاه فوتبال سالفورد سیتی اشاره کرد.